# Torneo ATP de Dallas 2024
El Dallas Open 2024 fue un evento de tenis profesional de la categoría ATP 250 que se juega en pistas duras. Se trató de la 3.a edición del torneo que forma parte del ATP Tour 2024. Se disputó en Dallas, Estados Unidos del 5 al 11 de febrero de 2024 en el Styslinger/Altec Tennis Complex.

## Distribución de puntos
| Modalidad            | Campeón | Finalista | Semifinales | Cuartos de final | 2ª ronda | 1ª ronda | Clasificados | 2ª ronda de clasificación | 1ª ronda de clasificación |
| Individual masculino | 250     | 165       | 100         | 50               | 25       | 0        | 13           | 7                         | 0                         |
| Dobles masculino     | 250     | 150       | 90          | 45               | 20       | 0        | -            | -                         | -                         |

## Cabezas de serie

### Individuales masculino
| Tenista             | Ranking | Preclasificado |
| Frances Tiafoe      | 14      | 1              |
| Tommy Paul          | 15      | 2              |
| Ben Shelton         | 16      | 3              |
| Adrian Mannarino    | 17      | 4              |
| Christopher Eubanks | 32      | 5              |
| Max Purcell         | 43      | 6              |
| Jordan Thompson     | 44      | 7              |
| Dominik Koepfer     | 60      | 8              |

- Ranking del 29 de enero de 2024.[2]

### Dobles masculino
| Tenistas                          | Ranking | Preclasificado |
| Santiago González Neal Skupski    | 17      | 1              |
| Nathaniel Lammons Jackson Withrow | 43      | 2              |
| Julian Cash Robert Galloway       | 99      | 3              |
| Max Purcell Jordan Thompson       | 119     | 4              |

## Campeones

### Individual masculino
Tommy Paul venció a  Marcos Giron por 7-6(7-3), 5-7, 6-3

### Dobles masculino
Max Purcell /  Jordan Thompson vencieron a  William Blumberg /  Rinky Hijikata por 6-4, 2-6, [10-8]